# Santa Cruz (departement)
Santa Cruz är ett departement i Bolivia, med en area på 370 621 km² och 2 029 471 invånare (2001). Huvudstad i departementet är Santa Cruz de la Sierra.
Departementet täcker en stor del av östra Bolivia med bland annat regnskog från Anderna till den brasilianska gränsen. Departementets ekonomi är till$stor del beroende av jordbruksproduktionen av bland annat socker, bomull, soyabönor och ris. På senare år[vilka år?] har upptäckten av naturgas lett till planer på en gasindustri. I juli 2004 hölls en folkomröstning i landet om export av naturgas. I departementet finns även världens näst största järnmalmsreserv, El Mutún, samt stora magnesiumreserver.
Santa Cruz leder den nationella trenden mot en ökad decentraliserad administrativ styrning.

## Regering och administration
Enligt Bolivias konstitution är den högsta befattningen prefekten (prefecto), som kan liknas vid en guvernör men med begränsad makt. Sedan 2005 väljs prefekten i femårsperioder av folket. Tidigare tillsattes prefekten av Bolivias president.
Santa Cruz har även ett rådgivande utskott med 23 medlemmar kallade consejeros (rådgivare). Varje provins har minst en representant i det rådgivande utskottet medan övriga rådgivare tillsätts i förhållande till folkmängden i de 15 provinserna.

## Provinser i Santa Cruz
| Provins                | Huvudstad               |  |
| ---------------------- | ----------------------- |  |
| Andrés Ibáñez          | Santa Cruz de la Sierra |  |
| Ignacio Warnes         | Warnes                  |  |
| José Miguel de Velasco | San Ignacio de Velasco  |  |
| Ichilo                 | Buena Vista             |  |
| Chiquitos              | San José de Chiquitos   |  |
| Sara                   | Portachuelo             |  |
| Cordillera             | Lagunillas              |  |
| Vallegrande            | Vallegrande             |  |
| Florida                | Samaipata               |  |
| Obispo Santistevan     | Montero                 |  |
| Ñuflo de Chávez        | Concepción              |  |
| Ángel Sandoval         | San Matías              |  |
| Manuel María Caballero | Comarapa                |  |
| Germán Busch           | Puerto Suárez           |  |
| Guarayos               | Ascención de Guarayos   |  |